# Ngưu Cao
Ngưu Cao (chữ Hán: 牛皋; 1086-1147) là tướng nhà Nam Tống trong lịch sử Trung Quốc. Ông tham gia cuộc chiến chống nước Kim và lập được nhiều công trạng.

## Sự nghiệp

### Độc lập tác chiến
Ngưu Cao tên tự là Bá Viễn (伯遠), người Lỗ Sơn, Nhữ châu.
Ngưu Cao theo nghiệp võ, là một xạ thủ giỏi. Khi quân nhà Kim xuống phía nam đánh Tống, Ngưu Cao tập hợp hàng ngàn người tổ chức thành đội quân chống Kim, đánh thắng quân địch một số trận. Tổng quản Tây đạo nhà Tống là Cung Hưng Kỳ thấy Ngưu Cao có tài, bèn tiến cử ông làm Bảo nghĩa lang.
Quân Kim đánh đến đánh Kinh Tây, Ngưu Cao mang quân chống cự, thắng 10 trận, được phong làm Đoàn luyện sứ Quả châu.
Sau đó, Ngưu Cao tác chiến ở Bảo Phong, Lỗ Sơn, Đơn Hà thắng cả ba trận, bắt sống tướng Kim là Trịnh Vụ Nhi. Ông được phong chức Quan trấn phủ sứ Thái châu, Tín châu, Đường châu và Tín Dương, đóng quân tại Thái châu.

### Bộ tướng của Nhạc Phi
Năm 1134, Nhạc Phi đi đánh Kim để khôi phục 6 quận Tương Dương. Ngưu Cao được cử làm bộ tướng dưới quyền Nhạc Phi. Tháng 5 năm đó, ông theo Nhạc Phi ra quân. Quân Tống đánh tan quân Kim ở Tương Châu, thu phục Tương Châu, sau đó chia làm 2 đường tiến đánh phủ Tín Dương. Ngưu Cao theo lệnh Nhạc Phi đánh thành, đụng độ với tướng Tề (chính quyền người Hán do nhà Kim dựng lên) là Lý Thành. Ngưu Cao đánh bại Thành, hạ được phủ Tín Dương. Nhạc Phi sau đó thu phục Dĩnh Châu.
Trong khi đó cánh quân Từ Khánh và Trương Hiến được Nhạc Phi cử đi đánh Tùy Châu nhiều ngày không hạ được. Ngưu Cao lại xin đi giúp, rồi chỉ mang 3 ngày lương đi đánh. Ông dùng kế dương đông kích tây cuối cùng hạ được Tùy Châu trong đúng 3 ngày, bắt được Vương Sùng mang chém. Nhạc Phi sau đó thu phục Đặng Châu.
Quân Tống từ Ngạc châu, đánh Đường Châu do tướng Tề là Tiết Hanh rất dũng mãnh trấn giữ. Thấy Hanh cậy khỏe, Ngưu Cao dùng kế mai phục ở Hà Gia trại phía bắc Đường châu. Tiết Hanh bị ông dụ vào ổ mai phục đánh tan tành. Nhạc Phi thu phục Đường Châu vào tháng 8 năm 1134.
Nhờ công hạ được 2 thành trong chiến dịch Tương Dương, Ngưu Cao được Nhạc Phi tâu lên vua Tống Cao Tông xin phong làm An phủ sứ 4 châu Đặng, Tương Dương, Đường, Sính; sau đó lại bổ nhiệm ông làm Trung hộ thống lĩnh thần vũ hộ quân.
Năm 1135, Nhạc Phi lại mang quân đánh Trung nguyên, Ngưu Cao thường cùng tác chiến dưới quyền chỉ huy trực tiếp của Nhạc Phi. Quân Kim lại tấn công Hoài Tây, Ngưu Cao theo lệnh Nhạc Phi mang quân vượt sông chống cự, còn Nhạc Phi mang quân tiếp ứng. Quân Tề tiến đánh Lư châu, nhưng thấy Ngưu Cao ra trận đều sợ hãi rút lui. Ngưu Cao truy kích quân địch trên 30 dặm, giết được khá nhiều quân Kim.
Sau khi giữ được Lư châu, Ngưu Cao lại theo Nhạc Phi đánh Dương Ma, bắt sống được Dương Ma. Nhờ lập nhiều công lao, ông được phong làm Vũ tấn quân Thừa tuyên sứ, gia phong làm Thần vệ tứ sương Đô chỉ huy sứ.
Năm 1140, quân Kim phá bỏ hiệp nghị hòa bình, chia 4 cánh quân đánh Tống. Nhạc Phi được lệnh đi cứu Thuận Xương bị bao vây. Quân Kim giải vây Thuận Xương, hai bên đụng độ ở Kinh Tây. Ngưu Cao đánh tan quân Kim và thu phục huyện Lỗ Sơn. Sau đó ông theo lệnh Nhạc Phi cùng Trương Hiến đi đánh tướng Kim là Hàn Thường ở Trần châu. Hai tướng đánh bại quân Kim và chiếm được Trần châu.
Sau trận đó, Ngưu Cao được phong làm Trấn định phủ lộ mã bộ Phó thống tổng quản, sau chuyển sang làm Ninh Quốc quân thừa tuyên sứ.

## Qua đời
Chiến sự đang thuận lợi thì Tống Cao Tông và tể tướng Tần Cối chủ trương hòa Kim, lệnh triệt thoái quân Nhạc Phi về nam. Sau đó Tống Cao Tông theo kế Tần Cối sát hại Nhạc Phi, một tướng chủ chiến khác là Hàn Thế Trung cũng bị tước binh quyền.
Ngưu Cao thường tỏ ý phỉ báng Tần Cối và phe chủ hòa trong triều đình nhà Tống. Điều này khiến Tần Cối và phe chủ hòa trong triều đình nhà Tống ai nấy đều căm ghét Ngưu Cao. 
Năm 1147, Đô thống chế Điền Sự Trung mở tiệc thết đãi các tướng, mời Ngưu Cao dự. Ông bị trúng độc. Ông vừa phẫn nộ vừa buồn bã nói:
"Ta ghét việc nghị hòa giữa người bắc (nước Kim) và người nam (nhà Tống) thế này, ta đã không được chiến tử sa trường, da ngựa bọc thây!"
Đến hôm sau thì Ngưu Cao qua đời, thọ 61 tuổi. Có ý kiến cho rằng Điền Sự Trung theo lệnh của Tần Cối mà đầu độc ông.

## Trong văn học
Ngưu Cao được nhắc đến là nhân vật chính diện dưới quyền với Nhạc Phi trong tiểu thuyết Thuyết Nhạc toàn truyện. Kết cục của ông được hư cấu bằng tình tiết trả thù cho cái chết của Nhạc Phi trong đoạn cuối tác phẩm:
Sau khi Nhạc Phi bị vua Tống giết, Ngột Truật mang quân đi đánh Tống, đụng độ với Ngưu Cao. Ngột Truật giao chiến với Ngưu Cao bị ngã ngựa và bị Ngưu Cao bắt sống cưỡi lên lưng. Ngột Truật bị nhục nhã uất quá hộc máu mà chết, còn Ngưu Cao quá phấn khích cười sằng sặc và cũng chết luôn trên lưng Ngột Truật.
Sự thực, cả Ngưu Cao và Ngột Truật còn sống sau lần Ngột Truật nam tiến cuối cùng năm 1142. Ngột Truật qua đời sau Ngưu Cao 1 năm (1148).